# Patricio Cucchi
Patricio Cucchi (Oliveros, provincia de Santa Fe, Argentina; 3 de mayo de 1993) es un futbolista argentino. Juega como delantero y su equipo actual es Almagro de la Primera Nacional de Argentina.

## Estadísticas
| Tiro Federal (R) Argentina        | 3.ª           | 2014          | 15  | 2  | 1  | 0 | — | — | 16  | 2  | 0,13 |
| Tiro Federal (R) Argentina        | Total club    | Total club    | 15  | 2  | 1  | 0 | 0 | 0 | 16  | 2  | 0,13 |
| Unión (MdP) Argentina             | 2.ª           | 2015          | 9   | 0  | —  | — | — | — | 9   | 0  | 0,00 |
| Unión (MdP) Argentina             | Total club    | Total club    | 9   | 0  | 0  | 0 | 0 | 0 | 9   | 0  | 0,00 |
| Libertad (S) Argentina            | 3.ª           | 2016          | 16  | 6  | —  | — | — | — | 16  | 6  | 0,38 |
| Libertad (S) Argentina            | Total club    | Total club    | 16  | 6  | 0  | 0 | 0 | 0 | 16  | 6  | 0,38 |
| Gimnasia (M) Argentina            | 3.ª           | 2016-17       | 24  | 9  | 4  | 0 | — | — | 28  | 9  | 0,32 |
| Gimnasia (M) Argentina            | 3.ª           | 2017-18       | 32  | 8  | 4  | 1 | — | — | 36  | 9  | 0,25 |
| Gimnasia (M) Argentina            | 2.ª           | 2018-19       | 24  | 16 | 1  | 1 | — | — | 25  | 17 | 0,68 |
| Gimnasia (M) Argentina            | Total club    | Total club    | 80  | 33 | 9  | 2 | 0 | 0 | 89  | 35 | 0,39 |
| Atlético Nacional · Colombia      | 1.ª           | 2019-F        | 13  | 3  | 0  | 0 | — | — | 13  | 3  | 0,23 |
| Atlético Nacional · Colombia      | Total club    | Total club    | 13  | 3  | 0  | 0 | 0 | 0 | 13  | 3  | 0,23 |
| Independiente Santa Fe · Colombia | 1.ª           | 2020          | 21  | 4  | 3  | 1 | — | — | 24  | 5  | 0,20 |
| Independiente Santa Fe · Colombia | Total club    | Total club    | 21  | 4  | 3  | 1 | 0 | 0 | 24  | 5  | 0,20 |
| Rosario Central Argentina         | 1.ª           | 2021          | 5   | 0  | 0  | 0 | 0 | 0 | 5   | 0  | 0,00 |
| Rosario Central Argentina         | Total club    | Total club    | 5   | 0  | 0  | 0 | 0 | 0 | 5   | 0  | 0,00 |
| Sarmiento (J) Argentina           | 1.ª           | 2021          | 7   | 1  | 1  | 0 | — | — | 8   | 1  | 0,12 |
| Sarmiento (J) Argentina           | Total club    | Total club    | 7   | 1  | 1  | 0 | 0 | 0 | 8   | 1  | 0,12 |
| Instituto Argentina               | 2.ª           | 2022          | 16  | 2  | —  | — | — | — | 16  | 2  | 0,12 |
| Instituto Argentina               | Total club    | Total club    | 16  | 2  | 0  | 0 | 0 | 0 | 16  | 2  | 0,12 |
| Temperley Argentina               | 2.ª           | 2023          | 27  | 5  | —  | — | — | — | 27  | 5  | 0,19 |
| Temperley Argentina               | Total club    | Total club    | 27  | 5  | 0  | 0 | 0 | 0 | 27  | 5  | 0,19 |
| Agropecuario Argentina            | 2.ª           | 2024          | 31  | 8  | 1  | 0 | — | — | 32  | 8  | 0,25 |
| Agropecuario Argentina            | Total club    | Total club    | 31  | 8  | 1  | 0 | 0 | 0 | 32  | 8  | 0,25 |
| Almagro 🇦🇷 Argentina              | 2.ª           | 2025          | 2   | 1  |    |   |   |   | 2   | 1  | 0,50 |
| Almagro 🇦🇷 Argentina              |               |               | 2   | 1  |    |   |   |   | 2   | 1  | 0,50 |
| Total carrera                     | Total carrera | Total carrera | 242 | 65 | 15 | 3 | 0 | 0 | 257 | 68 | 0,26 |
| 1. 2. 3.                          |               |               |     |    |    |   |   |   |     |    |      |

## Palmarés

### Otros logros
- Ascenso a la Primera B Nacional con Gimnasia de Mendoza en el Torneo Federal A 2017-18.
- Ascenso a la Primera División de Argentina con Instituto de Córdoba en la Primera Nacional 2022.

### Distinciones individuales
| Distinción                                    | Año     |
| --------------------------------------------- | ------- |
| Goleador de la Primera B Nacional (15 goles). | 2018-19 |